# 帕穆科瓦
帕穆科瓦是土耳其的城鎮，位於該國西北部，由薩卡里亞省負責管轄，面積780平方公里，海拔高度100米，該鎮曾經是奧托曼帝國的一部分，2011年人口16,566。
40°31′N 30°10′E / 40.517°N 30.167°E